# حزب پاکاتان راکیات
ائتلاف مردم (مالایی: Pakatan Rakyat) یک ائتلاف سیاسی غیررسمی و جانشین باریسان آلترناتیف (بی ای) بود. ائتلاف سیاسی توسط حزب عدالت مردم (پی کی آر)، حزب حرکت دموکرات (دی ای پی) و حزب اسلامی پان (پی ای اس) در روز ۱ آوریل ۲۰۰۸، بعد از دوازدهمین دوره انتخابات سراسری مالزی شکل گرفت، که پیش از این در دهمین دوره انتخابات سراسری، باریسان آلترناتیف (جبهه آلترناتیو) را تشکیل داده بود. روز ۲۰ آوریل ۲۰۱۰، بعد از کناره‌گیری حزب ساراواک ناسیونال (اس ان ای پی) از باریسان ناسیونال، این حزب در روز ۲۰ آوریل ۲۰۱۰، به صورت رسمی به پاکاتان راکیات پیوست، ولی در روز ۶ مه ۲۰۱۱ از این ائتلاف خارج شد. بعد از اینکه کنگره حزب اسلامی پان (پی ای اس) بدون هیچ مباحثه ای، پیشنهاد قطع روابط با حزب حرکت دموکرات (دی ای پی) را تصویب نمود، دی ای پی در روز ۱۶ ژوئن ۲۰۱۵، با استناد به عدم توانایی بقیه ائتلاف برای همکاری با پی ای اس، ائتلاف را مرده اعلام نمود. پاکاتان هاراپان و گاگاسان سجاترا، جانشین آن شدند.